# Pandanus caricosus
Pandanus caricosus är en enhjärtbladig växtart som beskrevs av Spreng.. Pandanus caricosus ingår i släktet Pandanus och familjen Pandanaceae.
Artens utbredningsområde är Moluckerna. Inga underarter finns listade.